# Gesneria pauciflora
Gesneria pauciflora är en tvåhjärtbladig växtart som beskrevs av Ignatz Urban. Gesneria pauciflora ingår i släktet Gesneria och familjen Gesneriaceae. Inga underarter finns listade i Catalogue of Life.

## Bildgalleri

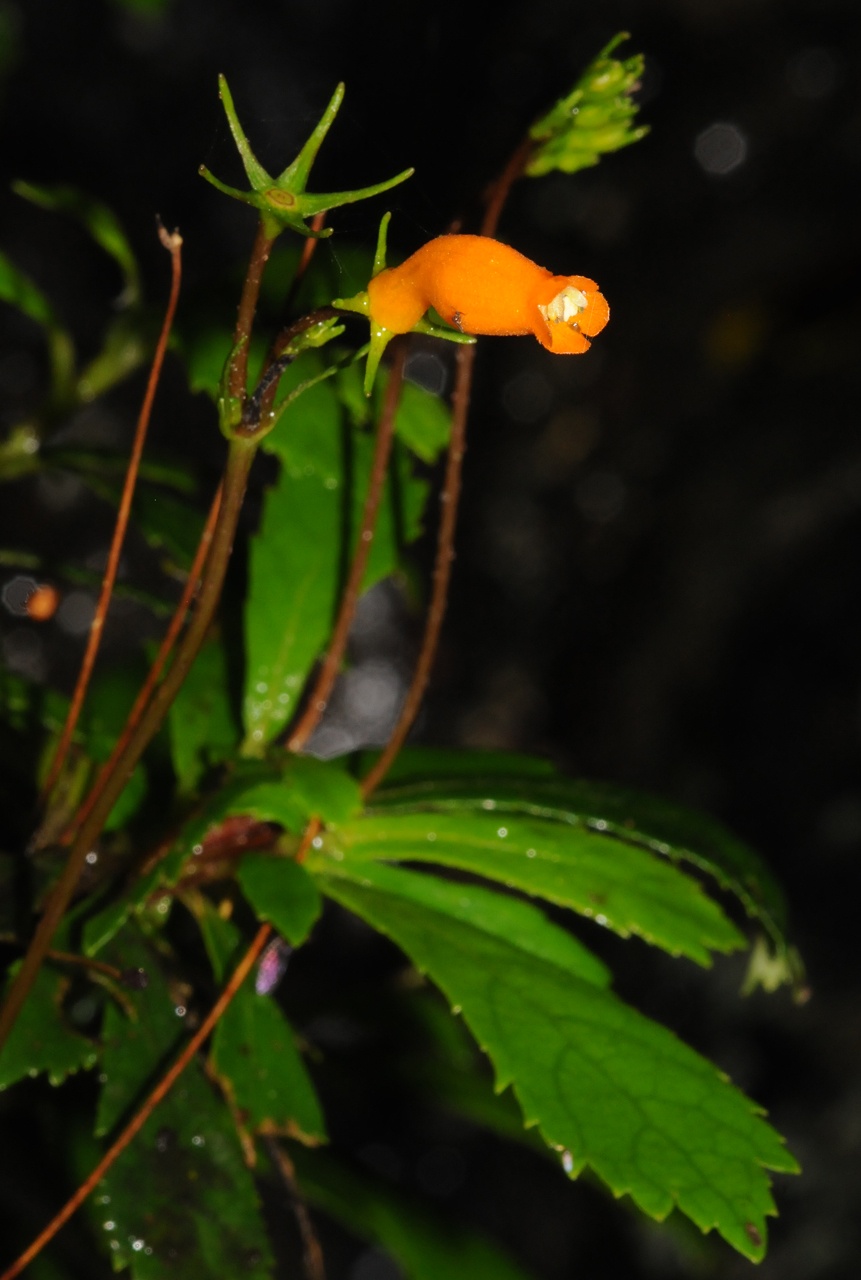